# 아일루락토스
아일루락토스(Ailurarctos)는 중신세 후기 약 800만년 전부터 600만년 전까지 중국에서 살았던 포유류이다. 속명의 뜻은 '고양이 곰'을 뜻한다.

## 특징

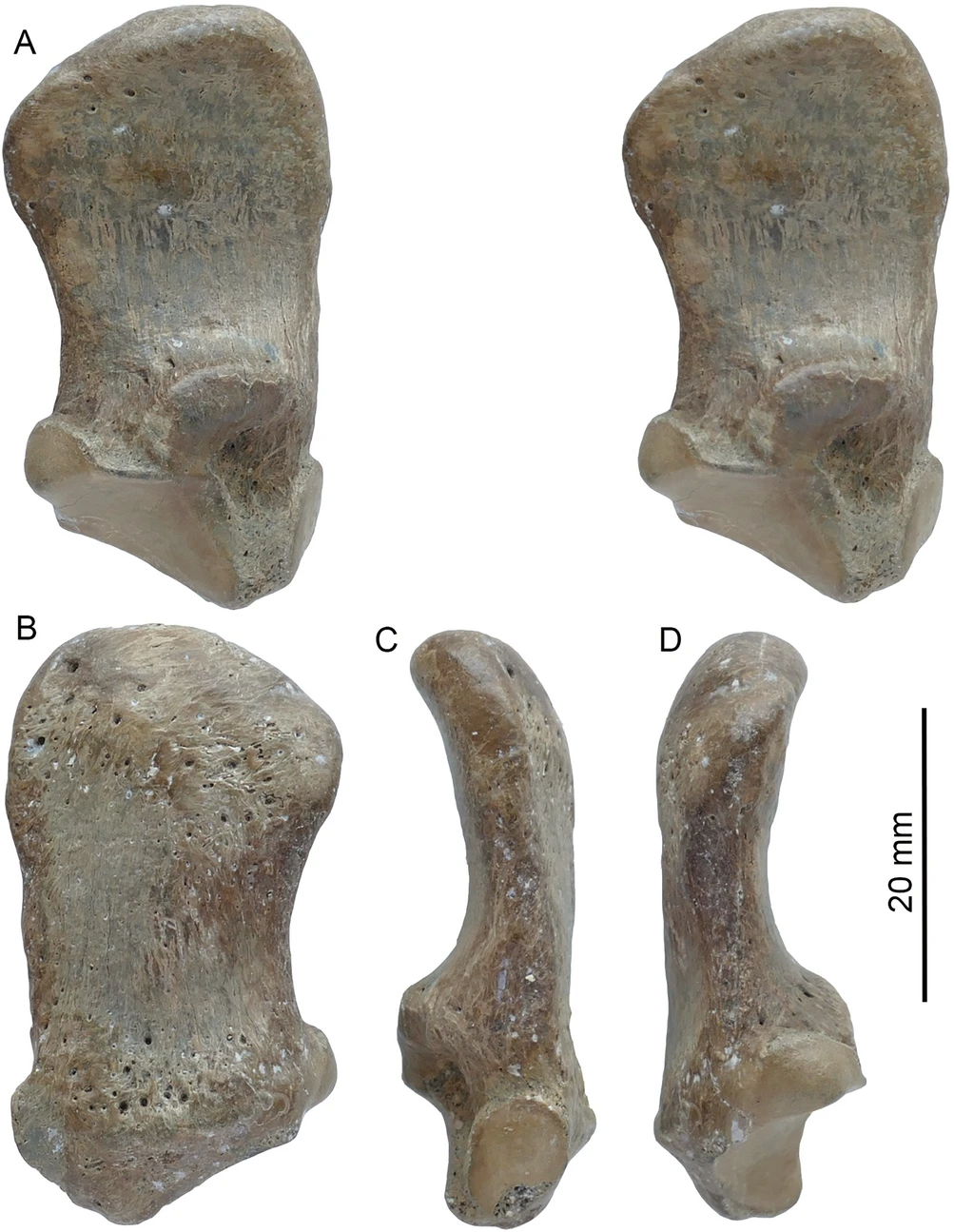
아일루락토스의 화석 조각들

현대의 자이언트 판다와 유사하게 가짜 엄지손가락을 가지고 있었고, 이로 인해 대나무를 잡을 수 있었으며, 이로 인해 판다의 조상인 아일루락토스가 대나무를 주식으로 했을 것이라 추측된다. 그러나, 아일루락토스의 이빨은 현대의 판다와 구조적인 모양에서 차이가 있었다.